# Route nationale 53 (Madagaskar)
Die Route nationale 53 (RN 53) ist eine 15 km lange, befestigte Nationalstraße in Madagaskar. Sie führt von Antalaha, wo sie im Stadtgebiet von der RN 5a abzweigt, in südlicher Richtung entlang der Küste über Anjiamangotroka zum Flughafen Antalaha. Dort geht sie in die unbefestigte Provinzstraße (RP 10) über, die weiter bis nach Ambohitralanana und Cap Est führt. Die Straße wurde letztmals 2005 im Rahmen der von der EU geförderten Infrastrukturmaßnahme komplett erneuert und befindet sich seither in gutem Zustand.